# Arrondissement de Saint-Paul
L'arrondissement de Saint-Paul est une division administrative française, située dans le département et la région de La Réunion.

## Histoire
L'arrondissement de Saint-Paul est créé au 27 septembre 1969 par le décret n° 69-876 du 24 septembre 1969 portant création de l'arrondissement de Saint-Paul dans le département de la Réunion.

## Composition

### Composition avant 2006
Les limites de l'arrondissement ont été redessinées au 1er septembre 2006. Celui-ci englobe Le Port et La Possession, qui faisaient partie de l'arrondissement de Saint-Denis, au nord-est. A contrario, il n'englobe plus Les Avirons et L'Étang-Salé, qui ont rejoint l'arrondissement de Saint-Pierre, au sud-est.
Finalement, les communes de l'arrondissement sont donc exactement les mêmes que celles qui appartiennent au Territoire de la Côte Ouest.

### Découpage cantonal avant 2015
1. Canton du Port-1
2. Canton du Port-2
3. Canton de la Possession
4. Canton de Saint-Leu-1
5. Canton de Saint-Leu-2
6. Canton de Saint-Paul-1
7. Canton de Saint-Paul-2
8. Canton de Saint-Paul-3
9. Canton de Saint-Paul-4
10. Canton de Saint-Paul-5
11. Canton des Trois-Bassins

### Découpage communal depuis 2015
Depuis 2015, le nombre de communes des arrondissements varie chaque année soit du fait du redécoupage cantonal de 2014 qui a conduit à l'ajustement de périmètres de certains arrondissements, soit à la suite de la création de communes nouvelles. Le nombre de communes de l'arrondissement de Saint-Paul reste quant à lui inchangé depuis 2015 et égal à 5.
Au 1er janvier 2024, l'arrondissement groupe les 5 communes suivantes :
1. Le Port
2. La Possession
3. Saint-Leu
4. Saint-Paul
5. Les Trois-Bassins

## Démographie
En 2022, l'arrondissement comptait 218 990 habitants.
| 1968   | 1975    | 1982    | 1990    | 1999    | 2006    | 2011    | 2016    | 2021    |
| ------ | ------- | ------- | ------- | ------- | ------- | ------- | ------- | ------- |
| 91 864 | 109 994 | 122 884 | 148 673 | 179 940 | 199 457 | 211 448 | 214 073 | 215 613 |

| 2022    | - | - | - | - | - | - | - | - |
| ------- | - | - | - | - | - | - | - | - |
| 218 990 | - | - | - | - | - | - | - | - |